# Thoramus
Thoramus is een geslacht van kevers uit de familie  
kniptorren (Elateridae).
Het geslacht is voor het eerst wetenschappelijk beschreven in 1877 door Sharp.

## Soorten
Het geslacht omvat de volgende soorten:
- Thoramus angustus Broun, 1881
- Thoramus cervinus Broun, 1881
- Thoramus feredayi Sharp, 1877
- Thoramus foveolatus Broun, 1880
- Thoramus huttoni Sharp, 1886
- Thoramus laevithorax (White, 1846)
- Thoramus parryi (Candèze, 1863)
- Thoramus parvulus Broun, 1881
- Thoramus perblandus Broun, 1880
- Thoramus rugipennis Broun, 1880
- Thoramus wakefieldi Sharp, 1877